# Carina Krüth
Carina Cassøe Krüth (Slagelse, 27 de julio de 1984) es una jinete danesa que compite en la modalidad de doma.
Ganó una medalla de oro en el Campeonato Mundial de Doma de 2022 y una medalla de bronce en el Campeonato Europeo de Doma de 2023. Participó en los Juegos Olímpicos de Tokio 2020, ocupando el cuarto lugar en la prueba por equipos.

## Palmarés internacional
| Campeonato Mundial | Campeonato Mundial    | Campeonato Mundial | Campeonato Mundial |
| Año                | Lugar                 | Medalla            | Categoría          |
| ------------------ | --------------------- | ------------------ | ------------------ |
| 2022               | Herning (Dinamarca)   | Medalla de oro     | Por equipos        |
| Campeonato Europeo |                       |                    |                    |
| Año                | Lugar                 | Medalla            | Categoría          |
| 2023               | Riesenbeck (Alemania) | Medalla de bronce  | Por equipos        |